# Spiska Czubka
Spiska Czubka (słow. Mačací hrb) – wzniesienie w zachodnim żebrze Skrajnej Spiskiej Turniczki – turni kończącej południowo-zachodnią grań Spiskiej Grzędy w słowackiej części Tatr Wysokich. Skrajna Spiska Turniczka leży na wschód od Spiskiej Czubki i jest od niej oddzielona Spiskim Karbikiem.
Żebro, w którym znajduje się Spiska Czubka, opada ku Baraniemu Ogrodowi, jednemu z górnych pięter Doliny Pięciu Stawów Spiskich. Na południe od turni rozciąga się Spiska Galeria, nad którą wyrasta Spiski Mnich, położony w drugim z żeber Skrajnej Spiskiej Turniczki.
Przełęcz jest wyłączona z ruchu turystycznego. Dla taterników jest łatwo dostępna dawno znaną drogą od Spiskiego Karbika.